# Stéphane Ziani
Stéphane Ziani (Nantes, 9 dicembre 1971) è un allenatore di calcio ed ex calciatore francese, di origine algerina, di ruolo centrocampista.

## Biografia
Il padre era di origine cabila mentre la madre è originaria di Nantes, ha una sorella. Il padre muore nel 1997. Si sposa nel luglio del 1996 con Stéphanie che gli dà una figlia, Léna, nata nel 1997. È un appassionato cinofilo.

## Caratteristiche tecniche
Era un trequartista che poteva adattarsi al ruolo di esterno o ala destra.

## Carriera
Durante la sua carriera ha vestito le maglie di Nantes, Bastia, Rennes, Bordeaux, Lens, Deportivo La Coruña, Servette, Ajaccio e Bretagne. Ha totalizzato 504 presenze e 54 reti in campionato, 386 incontri e 38 gol in Ligue 1 e 200 partite con 12 marcature con la maglia del Nantes. Vanta 27 presenze nelle competizioni calcistiche europee (15 in UEFA Champions League, 12 in Coppa UEFA), 3 reti in Coppa UEFA e una marcatura nell'edizione 2000-2001 della Champions League, il 19 settembre del 2001 contro la Lazio (1-3).
Ha raggiunto in due occasioni la finale di Coupe de France, perdendola in entrambe: nel 1993 PSG-Nantes 3-0 e nel 1998 PSG-Lens 2-1. Ha anche raggiunto la finale della Coupe de la Ligue perdendo sia nel 1995 in PSG-Bastia 2-0 sia nel 1998 in Strasburgo-Bordeaux 0-0, 7-6 dopo i rigori. È stato campione di Francia nel 1998 con il Lens e nel 2001 con il Nantes. Ha perso la Supercoppa di Francia 1999 giocando per il Bordeaux contro la sua ex Nantes (0-1), vincendo la competizione nel 2001 proprio con il Nantes (4-1 sullo Strasburgo).

### Club
Il 2 agosto 1997 realizza la sua prima rete stagionale con la maglia del Lens nella sfida contro l'Auxerre (3-0). Nell'estate del 1998 il Deportivo La Coruña paga il cartellino di Ziani per 5 milioni di euro dal Lens. Nella stagione successiva Ziani viene acquistato dal Bordeaux che lo preleva dagli spagnoli per la cifra di 7,05 milioni. Nella stagione 1999-2000, in forza al Bordeaux, subisce la frattura del perone.
Nel settembre 2005 decide di porre fine alla sua carriera professionistica. Nel 2007 gioca degli incontri con la selezione della Bretagna.
Attualmente allena il Dibba Al-Fujairah.

## Palmarès

### Club
- Campionato francese: 2

Lens: 1997-1998
Nantes: 2000-2001
- Supercoppa francese: 1

Nantes: 2001